# Catedral de San Jorge (Timișoara)
La Catedral de San Jorge, también conocida como El Domo (en rumano: Catedrala Sfântul Gheorghe) es un edificio religioso de la diócesis de Timișoara de la Iglesia católica que se encuentra en Piata Unirii enTimisoara, Rumania. Es uno de los más valiosos edificios de la arquitectura barroca en Timişoara y el Banato.  

## Historia
La construcción de la catedral se llevó a cabo durante dos décadas, en dos etapas: 1736-1751 y 1755-1774, respectivamente. Aunque no hay constancia de ello, parece que quien trazó el plano de la catedral fue Joseph Emanuel Fischer von Erlach, el entonces director de la Oficina Imperial de Construcción en Viena y muy buen conocedor del estilo barroco. Un documento del siglo XVIII, el Wienerische Diarium, menciona la colocación de la primera piedra y también menciona que el plan arquitectónico y de construcción fue elaborado por Johann Jakob Schellbauer, consejero de la ciudad de Viena, y que fue aprobado por sus superiores, que tenían esta competencia.La sede del obispo diocesano católico romano estaba originalmente en Cenad, que fue devastada por los turcos, y se trasladó a Szeged. En 1733, el emperador Carlos VI trasladó su sede a Timișoara, momento en el que Adalbert von Falkenstein era obispo. Por ello, se decidió construir una catedral, un palacio episcopal y casas para los canónigos, lo que llevó a la colocación de la primera piedra de la catedral el 6 de agosto de 1736. Después de solo un año, las obras de construcción tuvieron que detenerse debido a la guerra austro-turca. Después de la muerte de Adalbert von Falkenstein en 1739, Nikolaus Stanislavich, que había huido de Craiova de los otomanos, asumió como su sucesor y reinició las obras de construcción, que solo alcanzaron su apogeo en los años 1746-1747. El obispo  Franz Anton Engl von Wagrain, sucesor de Stanislavich, impulsó vigorosamente las obras de construcción de la catedral en 1751-1752 bajo el liderazgo de Hans Lechner. El 8 de septiembre de 1754, se celebró la primera Santa Misa, a pesar de que la mitad completa de la catedral estaba separada del sitio de construcción con un cobertizo de madera. La misa solemne comenzó con el estreno de la Missa in honorem Sanctissimae Trinitatis compuesta por Michael Haydn para esta ocasión.
La segunda fase de construcción duró desde 1755 hasta 1774. La dirección de la obra estuvo a cargo de los ingenieros Carl Alexander Steinlein y Johann Theodor Kostka Edler. Ellos añadieron las partes que faltaban a la catedral, completaron la mampostería de la nave y construyeron las dos torres. Prestaron especial atención a la fachada de la torre y al vestíbulo de entrada, que son característicos de la catedral. En 1761 se terminaron las torres y se cubrieron con tablillas, ya que el coste de las cúpulas de cobre era demasiado alto para la corte vienesa. Carl Joseph Römmer propuso algunas modificaciones a la catedral ya en el siglo XVIII, de las cuales solo se ejecutó el pórtico de entrada. La consagración solemne de la catedral tuvo lugar recién en 1803, el 24 de abril, un día después de la festividad de San Jorge, el patrón espiritual de la catedral. El consagrante fue el obispo Ladislaus Kőszeghy von Remete, un ex jesuita, que abriría en 1804 el primer seminario teológico católico en Timișoara.
En 1756, la catedral fue elevada al rango de primera iglesia de Timișoara, por decreto de la emperatriz María Teresa I. Entre 1788 y 1790, durante los combates entre los turcos y los austriacos, la catedral sirvió como depósito de sal y provisión para el ejército. También durante el asedio de Timișoara en 1849, la catedral, donde los ciudadanos de la ciudad buscaron refugio, resultó gravemente dañada. Cuando una bomba derribó el techo, los ciudadanos huyeron a la cripta de la catedral. En esta cripta fueron enterrados varios obispos y canónigos de Cenad, así como nobles militares.

## Arquitectura
La catedral de San Jorge se considera la construcción barroca más unitaria y representativa de Timișoara. Debido al terreno pantanoso, la catedral fue construida sobre pilares de madera. Sus dimensiones son impresionantes: tiene 55 metros de largo, 22 metros de ancho, la altura de la nave es de 16,9 metros y la de las torres de 35,5 metros. La forma de la catedral es de cruz, el edificio está hecho de ladrillo, con adornos exteriores hechos de estuco y piedra. Las puertas de entrada son de roble macizo, cubiertas ornamentalmente con rejas de níquel.
El interior es lujoso y expresivo, con nueve altares en estilos barroco y rococó creados por el vienés Johannes Müller. Los altares están decorados con iconos y el altar principal está flanqueado por dos estatuas de Santa Teresa de Ávila y San Carlos Borromeo, ambas esculpidas por Johann Josef Rößler. El altar principal fue pintado por Michelangelo Unterberger, entonces director de la Academia de Bellas Artes de Viena, y su parte central está dominada por estatuas de dos querubines. La acústica es genial, por lo que se organizan muchos conciertos de órganos allí.

## Galería

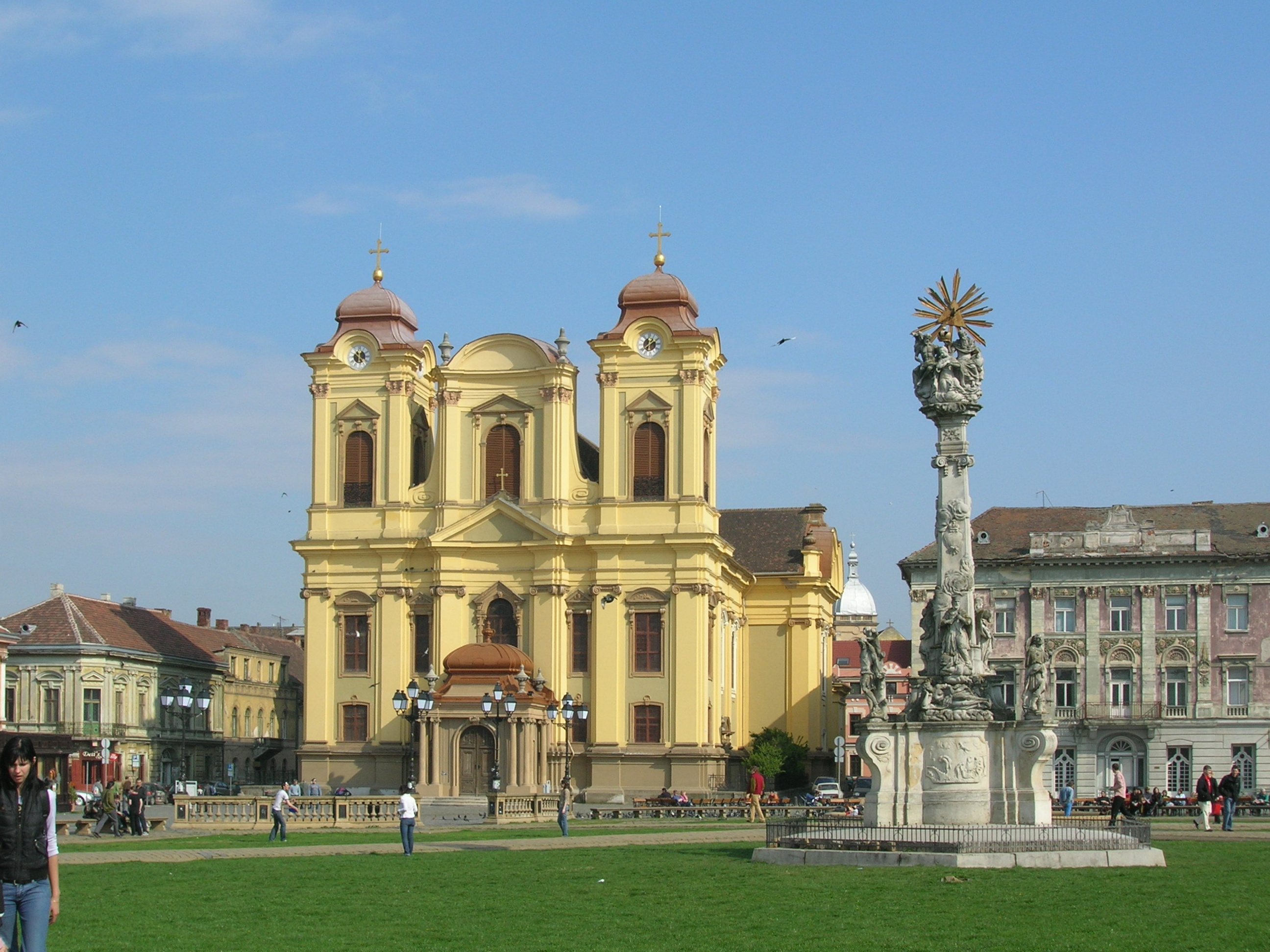
Piata Unirii y la catedral de San Jorge
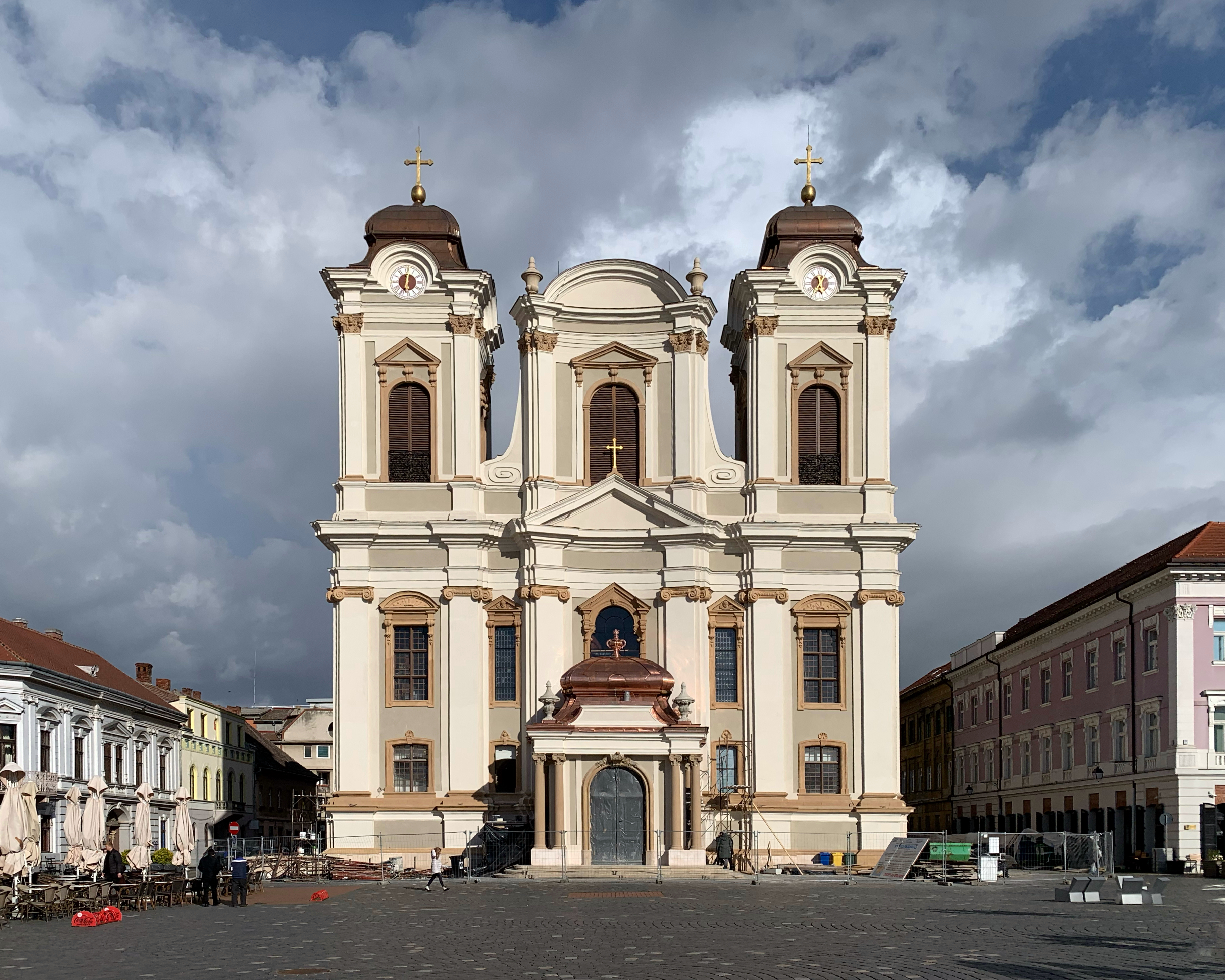
Fachada principal de la catedral
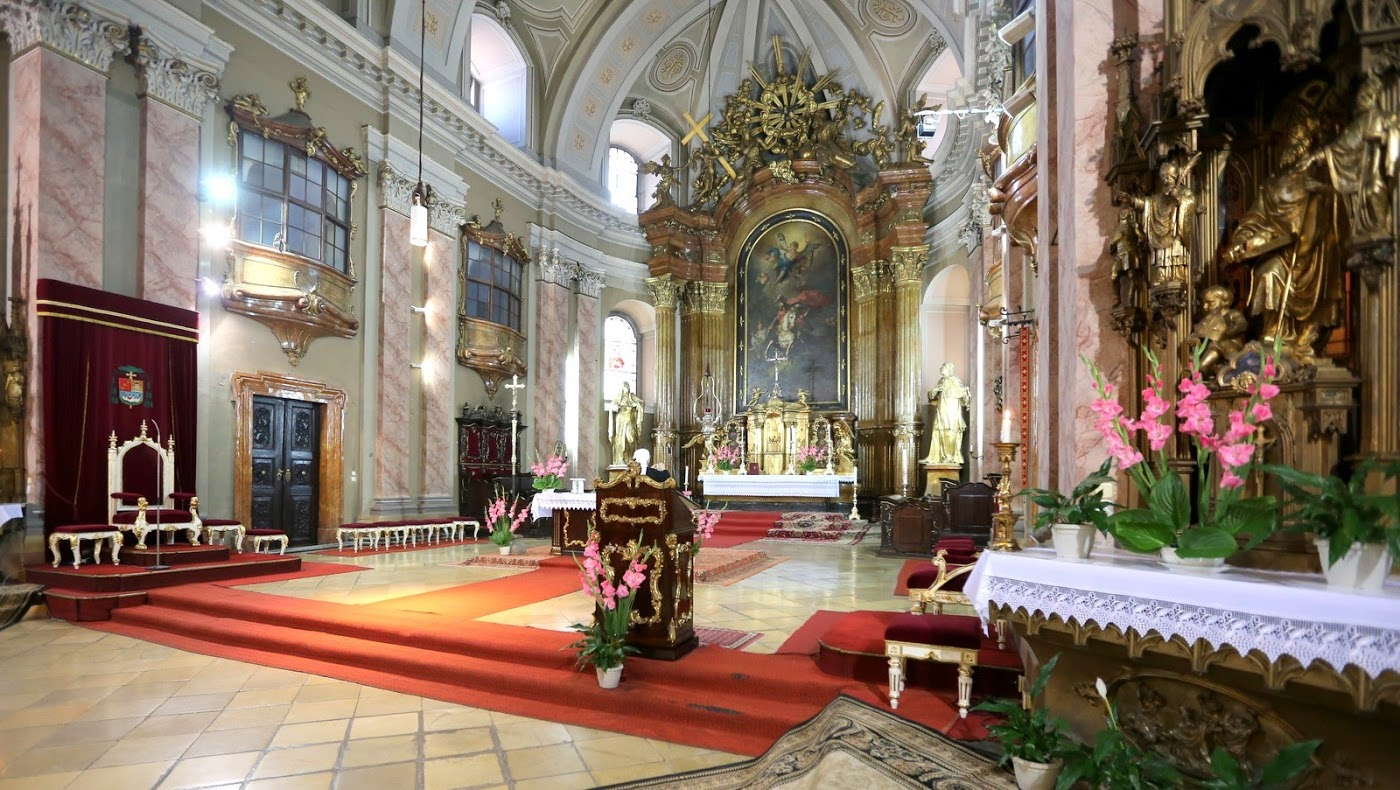
Interior de la catedral